# MotorStorm
Motorstorm er et Playstation 3 spil, der handler om, at man kører racerløb i ørkenen med forskellige køretøjer.
Spillet er udviklet af Evolution Studios, og spillet er bygget af Havok-motoren.
I spillet skal man køre racerløb i ørkenen for at åbne nye baner og biler, det kræver dog, at du kommer på førstepladsen i alle løb, man kan dog genstarte banen, hvis det ikke lykkes.
Køretøjernes evner kan svækkes på andre underlag, end de er vant til, som f.eks. lastbiler bliver hurtigere i mudder.
Spillet udkom den samme dag som Playstation 3. En efterfølger, Motorstorm: Pacific Rift, blev udgivet i 2008.